# Dreamboat Annie
Dreamboat Annie – debiutancki album zespołu Heart wydany w sierpniu 1975 w Kanadzie i 14 lutego 1976 w Stanach Zjednoczonych.

## Recenzje
| Recenzje                      |           |
| Źródło                        | Ocena     |
| AllMusic                      | [ 3 ]     |
| Robert Christgau              | C+        |
| Rolling Stone                 | pozytywna |
| The Rolling Stone Album Guide | [ 6 ]     |

Serwis Allmusic określił zespół jako "żeńskie Led Zeppelin", a wpływ brytyjskiego zespołu na Heart słychać szczególnie na utworach takich jak "Sing Child", "White Lightning & Wine", oraz znanych z radia kompozycjach "Magic Man" i "Crazy on You". Robert Christgau opisuje Heart jako "zespół prowadzone przez dwie kobiety, który jest umiarkowanie interesujący".
Magazyn Rolling Stone porównuje wokalistkę Ann Wilson do takich wykonawców jak Helen Reddy, Christine McVie i Robert Plant. Rolling Stone opisuje muzykę albumu jako "gitarowo-syntezatorowy rock z ciekawymi riffami (Magic Man i Crazy on You)" oraz "śniący art rock (Soul of the Sea)". Dodaje także, że najlepszym utworem jest tytułowy - "akustyczna folkowa kompozycja pojawiająca się w trzech różnych wersjach na albumie". Magazyn wspomina również o tym, że zespoły takie jak Heart lub Fleetwood Mac (który również zdobył popularność w tamtym okresie) powinny spowodować powszechną akceptację kobiet w rocku.

## Lista utworów
Wszystkie utwory zostały napisane przez Ann i Nancy Wilson, chyba że zaznaczono inaczej.
| 1.  | Magic Man                                                     | 5:28  |
|     |                                                               |       |
| 2.  | Dreamboat Annie (Fantasy Child)                               | 1:10  |
|     |                                                               |       |
| 3.  | Crazy On You                                                  | 4:53  |
|     |                                                               |       |
| 4.  | Soul Of The Sea                                               | 6:33  |
|     |                                                               |       |
| 5.  | Dreamboat Annie                                               | 2:02  |
|     |                                                               |       |
| 6.  | White Lightning & Wine                                        | 3:53  |
|     |                                                               |       |
| 7.  | (Love Me Like Music) I'll Be Your Song                        | 3:20  |
|     |                                                               |       |
| 8.  | Sing Child (A. Wilson, N. Wilson, Steve Fossen, Roger Fisher) | 4:55  |
|     |                                                               |       |
| 9.  | How Deep It Goes (A. Wilson)                                  | 3:49  |
|     |                                                               |       |
| 10. | Dreamboat Annie (Reprise)                                     | 3:50  |
|     |                                                               |       |
|     |                                                               | 39:53 |
|     |                                                               |       |

## Wykonawcy

### Heart
- Ann Wilson - śpiew, wokal wspomagający (utwory 3, 8), flet (utwory 3, 8, 10), gitara (utwór 4)
- Nancy Wilson - wokal wspomagający (utwory 3, 5, 6, 8, 10), gitara (utwory 1, 3-7, 9, 10)
- Roger Fisher - gitara (utwory 1, 3, 4, 6-9)
- Howard Leese - wokal wspomagający (utwory 8, 9), gitara (utwory 1, 3), dzwonki (utwory 5, 7), syntezator (utwór 1)
- Steve Fossen - gitara basowa (wszystkie utwory z wyjątkiem 9)
- Michael DeRosier - perkusja (utwory 6, 8)

### Muzycy sesyjni
- Geoff Foubert - wokal wspomagający (utwory 3, 5, 7, 10)
- Jim Hill - wokal wspomagający (utwory 3, 5, 10)
- Rob Deans - wokal wspomagający (utwór 9)
- Tessie Bensussen - wokal wspomagający (utwory 3, 5, 10)
- Geoff Foubert - banjo (utwór 5)
- Brian Newcombe - gitara basowa (utwór 9)
- Dave Wilson - perkusja (utwór 1)
- Duris Maxwell - perkusja (utwór 9)
- Kat Hendrikse - perkusja (utwory 3-5, 7, 10)
- Rob Deans - keyboard (utwory 3, 9, 10)
- Mike Flicker - instrumenty perkusyjne, (utwory 1, 10) produkcja albumu
- Ray Ayotte - instrumenty perkusyjne (utwory 1, 4)

Utworzono na podstawie materiału źródłowego.

## Miejsca na listach przebojów
| Rok  | Lista                        | Pozycja |
| ---- | ---------------------------- | ------- |
| 1976 | Billboard 200 (USA)          | 7       |
| 1976 | GfK Dutch Charts             | 7       |
| 1976 | Australian Albums Chart      | 9       |
| 1976 | RPM100 Albums Chart (Kanada) | 20      |
| 1977 | UK Albums Chart              | 36      |

| Rok  | Tytuł             | Lista                   | Pozycja |
| ---- | ----------------- | ----------------------- | ------- |
| 1976 | "Crazy on You"    | RPM100 Singles (Kanada) | 25      |
| 1976 | "Crazy on You"    | Billboard Hot 100 (USA) | 35      |
| 1977 | "Crazy on You"    | GfK Dutch Charts        | 8       |
| 1977 | "Crazy on You"    | Ultratop Belgium Charts | 16      |
| 1976 | "Magic Man"       | Billboard Hot 100 (USA) | 9       |
| 1976 | "Magic Man"       | RPM100 Singles (Kanada) | 26      |
| 1977 | "Magic Man"       | GfK Dutch Charts        | 8       |
| 1977 | "Magic Man"       | Ultratop Belgium Charts | 10      |
| 1977 | "Magic Man"       | New Zealand Charts      | 26      |
| 1976 | "Dreamboat Annie" | Billboard Hot 100 (USA) | 42      |
| 1977 | "Dreamboat Annie" | RPM100 Singles (Canada) | 53      |

## Certyfikacje
| Kraj   | Organizacja | Rok  | Sprzedaże             |
| USA    | RIAA        | 1976 | Platyna (+1,000,000)  |
| Kanada | CRIA        | 1979 | 2x Platyna (+200,000) |